# 篠崎史子
篠崎 史子（しのざき あやこ、1946年8月7日 - ）は、日本のハープ奏者。篠崎弘嗣の次女、篠崎功子の妹。東京都出身。 桐朋女子高等学校音楽科を経て、桐朋学園大学音楽学部演奏学科を卒業。イスラエル国際ハープ・コンクール第3位（1970年）。現在は東京音楽大学・桐朋学園大学音楽学部で後進の指導もしている。

## 受賞歴
- 中島健蔵音楽賞優秀賞（1983年）
- 文化庁芸術祭優秀賞（2001年）
- サントリー音楽賞 佐治敬三賞（2001年）
- 朝日現代音楽賞（2007年度）
- 芸術選奨 文部科学大臣賞「篠﨑史子 ハープの個展 XII」（2012年）
- 紫綬褒章（2013年[2]）

## 曲
- Song of the Seashore
- リンの詩
- ヘテロダイン
- STANZA II
- Red Dragonfly
- Bryce
- Liebestraume, Notturno for Piano in A-flat major, no. 3 S, 541/3